# William Ward Johnson
William Ward Johnson (ur. 9 marca 1892 w Brighton, zm. 8 czerwca 1963 w Long Beach) – amerykański polityk, członek Partii Republikańskiej.

## Działalność polityczna
W okresie od 3 stycznia 1941 do 3 stycznia 1945 przez dwie kadencje był przedstawicielem 18. okręgu wyborczego w stanie Kalifornia w Izbie Reprezentantów Stanów Zjednoczonych.